# Morayma
Morayma, född 1467, död 1493, var en sultaninna av Granada, gift 1482 med sultan Boabdil av Granada. Morayma har varit en inspirationskälla för många författare, bland dem en tragedi av Francisco Martínez de la Rosa. 
Hon var dotter till Ali Athar, M. de Xagra, Granadas guvernör i Loja och förvaltare i Alhambra. Hon beskrivs som vacker och religiös, och samtida vittnen lade till att det var synd att hon bar slöja på grund av sin skönhet. Hennes äktenskap arrangerades år 1482, då hon var femton år. Strax efter bröllopet blev hennes man fängslad av sin far, och även Morayma fängslades. Efter Slaget vid Lucena 1483 befriades paret av Ferdinand II av Aragonien och Isabella av Kastilien, som dock behöll deras barn i förvar. Hon kunde inte återse sina barn förrän efter erövringen av Granada 1492. 
Moryama följde maken till hans tillflyktsort i Andarax Laujar, där paret fick bo med titlarna kung och drottning av Alpujarra, fram till sommaren 1493, då familjen beslöt att emigrera till Fez. Moaryama avled strax före avresan till Fez. 
Barn:
- Aixa, senare känd som syster Isabel de Granada.
- Ahmed
- Yusef